# 키스하마러닝
《키스하마러닝》(일본어: キス濱ラーニング キスはまラーニング[*])은 2012년 10월 3일부터 2014년 3월 26일까지 TV 아사히 계열에서 방송된 버라이어티 프로그램이다.

## 개요
《하마키스》에 계속되는 Kis-My-Ft2와 하마구치 마사루의 관 프로그램. 전력투구의 로케를 통해 의무 교육 과목의 지식을 배우는 〈공부 버라이어티〉이다.
2013년 3월 27일 방송 〈끝 러닝〉을 가지고 종료. 2013년 4월부터 《키스하마러닝2》로 리뉴얼되었다. 10월부터는 〈키스하마러닝3〉로 리뉴얼되었다.
2014년 3월 26일로 방송이 종료되어, 《키스하마테레비》로 리뉴얼되었다.

## 출연자
- Kis-My-Ft2
- 하마구치 마사루 (요이코)

## 방송 내용

### 키스하마러닝
| 회 | 방송일    | 내용                       | 비고 |
| -- | --------- | -------------------------- | ---- |
| 1  | 10월 3일  | 불기 러닝                  |      |
| 2  | 10월 10일 | 불기 러닝 후편             |      |
| 3  | 10월 17일 | 사비 러닝                  |      |
| 4  | 10월 24일 | 사비 러닝 후편             |      |
| 5  | 10월 31일 | 먹기 러닝                  |      |
| 6  | 11월 7일  | 먹기 러닝 후편             |      |
| 7  | 11월 14일 | 지도 러닝                  |      |
| 8  | 11월 21일 | 지도 러닝 후편             |      |
| 9  | 11월 28일 | 마요 러닝&지도 러닝 완결편 |      |
| 10 | 12월 5일  | 마요 러닝 후편             |      |
| 11 | 12월 12일 | 치기 러닝                  |      |
| 12 | 12월 14일 | 사비 러닝                  |      |
| 13 | 12월 19일 | 치기 러닝 후편             |      |
| 14 | 1월 9일   | 전국 먹기 러닝             |      |
| 15 | 1월 16일  | 전국 먹기 러닝 후편        |      |
| 16 | 1월 23일  | 특별 기획 보기 러닝        |      |
| 17 | 1월 30일  | 불기 러닝 건반 하모니카 편 |      |
| 18 | 2월 6일   | 불기 러닝 후편             |      |
| 19 | 2월 13일  | 오르기 러닝                |      |
| 20 | 2월 20일  | 오르기 러닝 후편           |      |
| 21 | 2월 27일  | 전국 먹기 러닝 2           |      |
| 22 | 3월 6일   | 전국 먹기 러닝 2 후편      |      |
| 23 | 3월 13일  | 전국 먹기 러닝 2 완결편    |      |
| 24 | 3월 27일  | 끝 러닝                    |      |

### 키스하마러닝2
| 회 | 방송일   | 내용                                 | 비고 |
| -- | -------- | ------------------------------------ | ---- |
| 1  | 4월 3일  | 탄수화물 러닝 이겨서 남기 3택        |      |
| 2  | 4월 10일 | 탄수화물 러닝 후편                   |      |
| 3  | 4월 17일 | 2택 크레프                           |      |
| 4  | 4월 24일 | 2택 크레프(니타 크레프) 후편         |      |
| 5  | 5월 1일  | 파미레스 가격 이겨서 남기 3택        |      |
| 6  | 5월 8일  | 파미레스 가격 이겨서 남기 3택 후편   |      |
| 7  | 5월 15일 | 사비 러닝 홈센터 편                  |      |
| 8  | 5월 22일 | 사비 러닝 후반전                     |      |
| 9  | 5월 29일 | 진미 러닝                            |      |
| 10 | 6월 5일  | 진미 러닝 후반전                     |      |
| 11 | 6월 12일 | 살짝 절약 생활                       |      |
| 12 | 6월 19일 | 살짝 절약 생활 완결편                |      |
| 13 | 6월 26일 | 가요곡 어슴푸레한 기억 러닝          |      |
| 14 | 7월 3일  | 가요곡 어슴푸레한 기억 러닝 완결편   |      |
| 15 | 7월 10일 | 부글부글 러닝                        |      |
| 16 | 7월 17일 | 약어의 유래를 카루타로 답해라!! 전편 |      |
| 17 | 8월 7일  | 약어의 유래를 카루타로 답해라!! 후편 |      |
| 18 | 8월 14일 | 창고 러닝                            |      |
| 19 | 8월 21일 | 상승 러닝                            |      |
| 20 | 8월 28일 | 보물 러닝                            |      |
| 21 | 9월 4일  | 보물 러닝 후편                       |      |
| 22 | 9월 11일 | 과녁 맞히기 러닝                     |      |
| 23 | 9월 18일 | 과녁 맞히기 러닝 연장전!             |      |
| 24 | 9월 20일 | 키스하마러닝 1시간 스페셜            |      |
| 25 | 9월 25일 | 무거운 프라이스 후반전               |      |

### 키스하마러닝 3
| 회 | 방송일    | 내용                                     | 비고 |
| -- | --------- | ---------------------------------------- | ---- |
| 1  | 10월 2일  | 야생 영어                                |      |
| 2  | 10월 9일  | 야생 영어 후편                           |      |
| 3  | 10월 16일 | 치환 문자 러닝                           |      |
| 4  | 10월 23일 | 치환 문자 러닝 후반전!                   |      |
| 4  | 10월 30일 | 유루캬라 러닝                            |      |
| 5  | 11월 6일  | 유루캬라 러닝 후반전                     |      |
| 6  | 11월 13일 | 사비 러닝                                |      |
| 7  | 11월 20일 | 사비 러닝 후편                           |      |
| 8  | 11월 27일 | 부킹 러닝                                |      |
| 9  | 12월 4일  | 부킹 러닝 후편                           |      |
| 10 | 12월 11일 | 타나오치 러닝 길 역 편                   |      |
| 11 | 12월 18일 | 타나오치 러닝 길 역 편 후편              |      |
| 12 | 12월 20일 | 사비 러닝 대형 디스카운트 스토어 편      |      |
| 13 | 1월 8일   | 역 MVP 대상 발표                         |      |
| 14 | 1월 15일  | 만화 캐릭 러닝                           |      |
| 15 | 1월 22일  | 탄수화물 러닝                            |      |
| 16 | 1월 29일  | 탄수화물 러닝 후편                       |      |
| 17 | 2월 5일   | 타나오치 러닝 홋카이도 안테나 숍 편      |      |
| 18 | 2월 12일  | 타나오치 러닝 후편 홋카이도 안테나 숍 편 |      |